# Vera Cruz (Porto Seguro)
Vera Cruz é uma localidade de Porto Seguro, Bahia, Brasil. Trata-se de um dos principais núcleos urbanos do município fora da sede. O povoamento já foi considerado parte do município de Eunápolis. Embora seja tratado como distrito por algumas fontes, não consta como tal segundo o censo de 2022 do IBGE. Em 2015, recebeu melhorias feitas pela prefeitura do município.